# Escalonilla
Escalonilla – gmina w Hiszpanii, w prowincji Toledo, w Kastylii-La Mancha, o powierzchni 50,95 km². W 2011 roku gmina liczyła 1546 mieszkańców.